# ماریکه فان دن هام
ماریکه فان دن هام (انگلیسی: Marieke van den Ham؛ زادهٔ ۲۱ ژانویهٔ ۱۹۸۳) بازیکن واترپلو اهل هلند است.